# Riksväg 34
Der Riksväg 34 ist eine schwedische Fernverkehrsstraße in Kalmar län und Östergötlands län.

## Verlauf

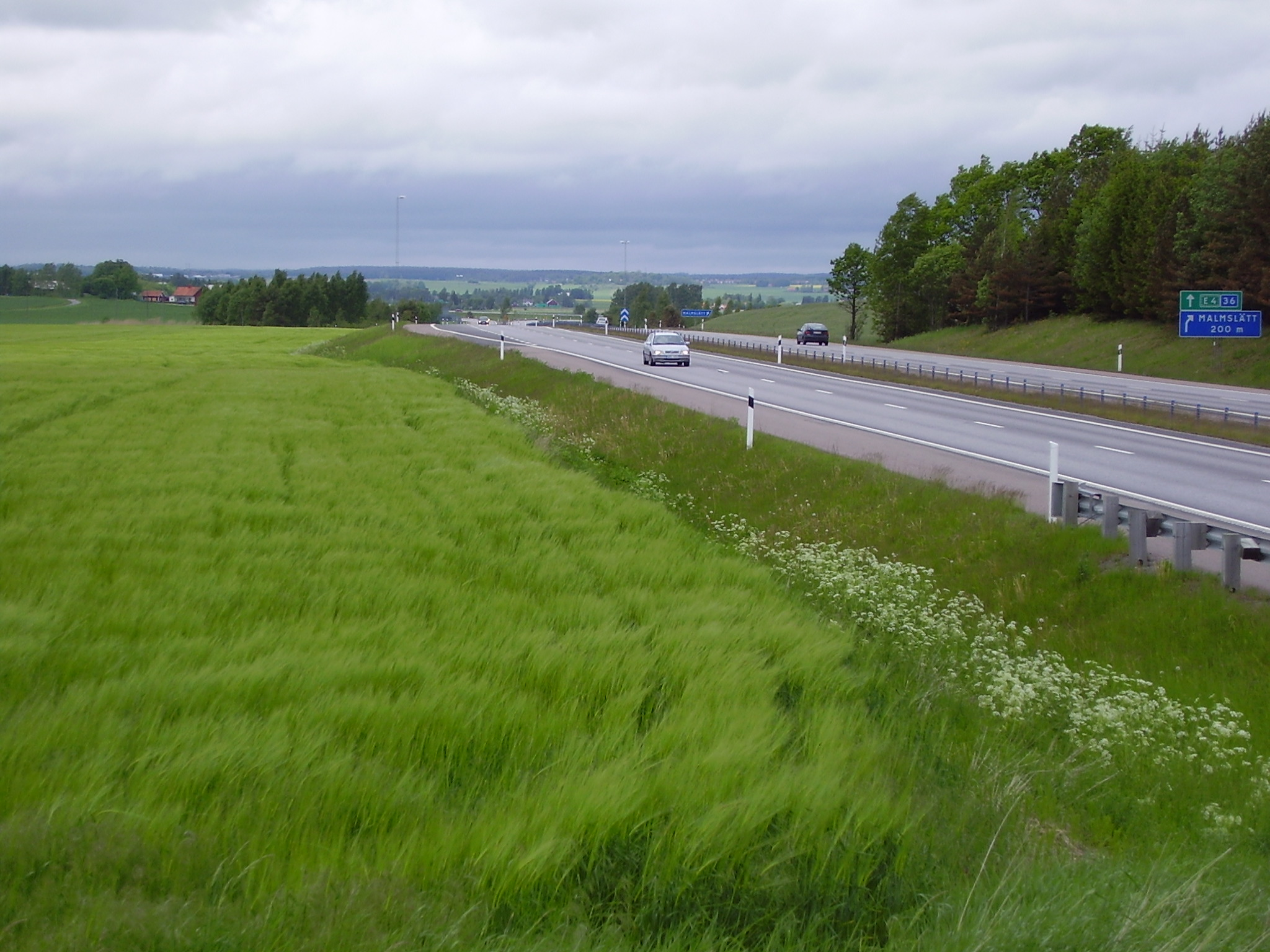
Die Straße bei Malmslätt westlich von Linköping, hier noch mit der früheren Nummer 36 (2005)

Die Straße führt von Kalmar zunächst gemeinsam mit dem Europaväg 22 nach Ålem, trennt sich dort von der in der Nähe der Ostseeküste weiterführenden Europastraße und verläuft nach  Högsby. Von dort aus verläuft sie gemeinsam mit dem Riksväg 37 weiter nach Bockara und von dort zusammen mit dem Riksväg 47 nach Målilla und von dort gemeinsam mit dem Riksväg 23 über Hultsfred und Vimmerby, wo der Riksväg 40 gekreuzt wird, weiter über Kisa nach Linköping, wo der gemeinsame Verlauf mit dem Riksväg 23 endet. Von Linköping führt die Straße weiter nach Motala, wo sie am Riksväg 50 (Bergslagsdiagonalen) am Vättern endet.
Die Länge der Straße beträgt rund 251 km; hiervon entfallen allerdings 187 km auf gemeinsame Führung mit anderen Reichsstraßen.

## Geschichte
Die Straße trägt ihre derzeitige Nummer auf ihre ganze Länge seit dem Jahr 2007.